# Palacio del Marqués de Alcañices
El Palacete del Duque de Sesto o Palacio del Marqués de Alcañices es una casa palacio situada en el número 13 del paseo de Recoletos de Madrid (España). El edificio fue proyectado en 1865 por el arquitecto Francisco de Cubas. Actualmente es la sede del Consejo General de la Abogacía Española. Es un palacio eminentemente urbano situado entre medianerías. Se encuentra entre el convento de San Pascual y el Palacio de López-Dóriga obra del mismo arquitecto

## Historia y características
El actual palacio del Marqués de Alcañices, también conocido como del Duque de Sesto, fue construido en 1865 por el arquitecto Francisco de Cubas, marqués de Cubas, en el paseo de Recoletos, frente al bello palacio del Marqués de Salamanca (1846-1855). Es un edificio entre medianerías, típica residencia palaciega de las clases altas de la sociedad del Madrid isabelino, compuesta por planta baja, planta noble y un piso superior rematado con balaustrada.
En la decoración de la fachada se resaltan iconográficamente los valores en alza de aquella sociedad, destacando, sobre todo, la logia boloñesa de motivos neorrenacentistas del piso principal, compuesta por candelieri y tondos en los que se disponen cabezas alegóricas en altorrelieve que representan la ciencia, la industria y el comercio. La balaustrada también fue ornamentada con bustos pero fueron retirados por no ser del gusto de los propietarios. 
Una reforma posterior alteró el equilibrio de la fachada al trasladar hacia un lateral la puerta principal, originalmente ubicada debajo de la logia del primer piso, y se sustituyeron las ventanas apaisadas del último piso por balcones. 
El palacio fue vendido por Beltrán Alfonso Osorio y Díez de Rivera, marqués de Alcañices, al Consejo General de la Abogacía, actual propietario. 
El antiguo palacio estuvo ubicado en el  paseo del Prado esquina a la calle de Alcalá, en el lugar que ocuparon las casas de Luis de Haro, marqués del Carpio y ministro privado de Felipe IV tras la caída del conde-duque de Olivares. Con motivo de las obras de prolongación de las antiguas calles del Sordo y de la Greda, hoy llamadas de Zorrilla y de los Madrazo, se vendió el antiguo palacio y se derribó, ocupando el Banco de España parte de este solar a finales del siglo XIX. La escalera monumental de Juan Figueras y José Bellver fue recortada y trasladada al palacio de Recoletos. Igualmente se trasladó una chimenea en mármol de José Bellver.